# Borowina (Przędzel)
Borowina – przysiółek  wsi Przędzel w Polsce, położony w województwie podkarpackim, w powiecie niżańskim, w gminie Rudnik nad Sanem.
W latach 1975–1998 przysiółek administracyjnie należał do województwa tarnobrzeskiego. Do 1972 roku przysiółek należał do Gromady Przędzel. 
Wierni Kościoła rzymskokatolickiego należą do Parafii Trójcy Przenajświętszej w Rudniku nad Sanem